# Hyostomodes zelota
Hyostomodes zelota là một loài bướm đêm trong họ Geometridae.